# Spleen (album)
Pour les articles homonymes, voir Spleen.
Albums de Djadja et Dinaz
Drôle de mentalité
(2019) Alpha
(2023)
Singles
1. À cœur ouvert
Sortie : 24 février 2021
2. Manège
Sortie : 2 juillet 2021
3. Dans le réseau
Sortie : 8 septembre 2021

Spleen est le cinquième album studio de Djadja et Dinaz sorti le 26 mars 2021.

## Liste des pistes
Toutes les paroles sont écrites par Djadja & Dinaz.
| 1.  | La cage et la clef   | Hoodstar                        | 3:49 |
| 2.  | Plein les poches     | DJ Erise, Latimer, Léo Brousset | 2:45 |
| 3.  | Moi-même             | HuFel Beatz, P2wider            | 3:29 |
| 4.  | Demain sera meilleur | Chady                           | 2:45 |
| 5.  | Anonymat             | Wly Timo, Rizzo                 | 3:43 |
| 6.  | Mailler              | P2wider                         | 3:01 |
| 7.  | Paré                 | SRNO                            | 3:08 |
| 8.  | À cœur ouvert        | DJ Erise, Latimer, Léo Brousset | 2:45 |
| 9.  | Essayez              | P.Prod                          | 2:57 |
| 10. | BB                   | SRNO                            | 2:52 |
| 11. | Certitude            | Emile                           | 2:33 |
| 12. | Ancolie              | P.Prod                          | 3:10 |
| 13. | Perdu                | Yannis Wade                     | 3:46 |
| 14. | Loup                 | P2wider                         | 3:06 |
| 15. | Loyal                | DJ Erise, Latimer, Léo Brousset | 2:46 |
| 16. | Ça va aller          | Douki, WMK                      | 2:52 |
| 17. | Spleen               | LeTempsDuPiano, Frenchis Beatz  | 3:33 |

| 1. | Changer        | SRNO                            | 2:39 |
| 2. | Royal          | Kyprod                          | 3:18 |
| 3. | Manège         | DJ Erise, Latimer, Léo Brousset | 2:29 |
| 4. | Dans le réseau | Mike BTZ                        | 2:24 |

## Titres certifiés
- Plein les poches  Or [2]
- Demain sera meilleur  Or [3]
- À cœur ouvert  Diamant [4]
- Essayez  Diamant [5]
- BB  Or [6]
- Certitude  Or [7]
- Ancolie  Platine [8]
- Perdu  Platine [9]
- Loup  Platine [10]
- Loyal  Or [11]

### Titres bonus
- Manège  Platine [12]
- Dans le réseau  Diamant [13]

## Clips vidéo
- Perdu : 10 décembre 2020
- À cœur ouvert : 24 février 2021
- Manège : 2 juillet 2021

## Classements et certifications

### Classements
| Classement (2023)            | Meilleure position |
| ---------------------------- | ------------------ |
| Belgique (Wallonie Ultratop) | 2                  |
| Belgique (Flandre Ultratop)  | 39                 |
| France (SNEP)                | 1                  |
| Suisse (Schweizer Hitparade) | 6                  |

### Certifications et ventes
| Région        | Certification | Ventes/Streams |
| ------------- | ------------- | -------------- |
| France (SNEP) | 3 × Platine   | 200 000        |